# Кульчицький Олександр Юліанович
Олександр Юліанович Кульчицький гербу Сас (Олександр Шумило фон Кульчицький; 8 лютого 1895, Скалат — 30 квітня 1980, Сарсель, Франція) — український філософ, психолог, соціолог, організатор вищої школи й науки, педагог, публіцист, громадський та культурно-освітній діяч української діаспори.

## Біографія
Народився 8 лютого 1895 року в м. Скалат на Тернопільщині в сім'ї Юліана фон Кульчицького, який працював радником вищого провінційного суду Австро-Угорщини у м. Станіславі (нині — Івано-Франківськ). Здобув класичну освіту: закінчив гімназію у Станіславі, вивчав германістику і французьку мову на філософському факультеті Львівського університету, а після Першої світової війни студіював філософію, психологію та романістику у Сорбоннському університеті (Париж).
Делегат Української Національної Ради ЗУНР, представляв студентство.
1924 р. повернувся до Львівського університету для продовження вивчення філософії і германістики, успішно захистив докторську дисертацію «Релігія у вченні Ренана» (1930). Потім були стажування в Краківському університеті (1930—1932) і вимушена еміграція зі Львова у 1940 р.
В еміграції спочатку працював у Мюнхенському інституті психології та психотерапії, а з 1945 р. його наукова, педагогічна, культурно-освітня діяльність пов'язана з Українським Вільним Університетом. Спочатку працював на посаді професора психології, згодом філософії. В 1962—1963 рр. обраний ректором УВУ, потім проректором (1964), пізніше протягом тривалого часу обіймав посади декана і продекана філософічного факультету. Дійсний член НТШ, протягом тривалого часу — заступник голови НТШ в Європі, голова Західноєвропейського центру НТШ в м. Сарсель біля Парижа, який став найбільшим осередком української європейської науки. Засновник Українського Психологічного Інституту.
Олександр Кульчицький — автор концепції формування української психіки. Перу вченого належать майже 400 статей і монографій у галузі філософії, психології, антропології, характерології, етнографії, педагогіки, германістики та літературознавства, видрукуваних українською, англійською, німецькою, французькою мовами, які ще потребують ретельного наукового дослідження.
Помер Олександр Кульчицький 30 квітня 1980 року в Сарселі (Франція).

## Доробок
- По дорозі в велику тайну (останній етап творчості Моріса Метерлінка) // ЛНВ. 1923. № 1-2;
- Родина в перспективі індивідуальної психології. Коломия, 1936; Вступ до філософії. Мюнхен, 1946;
- Український театр в світлі психоаналізи. Мюнхен, 1946; Нарис структурної психології. Мюнхен, 1949;
- Основи філософії і філософічних наук. Мюнхен, 1949; Мюнхен; Л., 1995;
- Геопсихічний аспект в характерології української людини. Мюнхен, 1956;
- До методики дослідів над еміграцією. Мюнхен, 1958;
- Проблематика “оперативної схеми” у вивченні української еміграції. Париж; Нью-Йорк; Мюнхен; Торонто; Сідней, 1962;
- Введення у філософічну антропологію. Мюнхен, 1973; Український персоналізм: філософська й етнопсихологічна синтеза. Мюнхен, 1985.

- Кульчицький О. Вчителі життя (Пам'яті Миколи Шлемкевича) / Публ. про автора В. Пшеничнюка //Хроніка ’2000. — К., 2000. — Вип. 37 — 38. — С. 691 — 698.
- Збірник на пошану Івана Мірчука (1891-1961) : наук. зб. / Укр. вільний ун-т ; ред. О. Кульчицький. Т. VIIІ. 1974
- Кульчицький О. Іван Мірчук — дослідник української духовності //Див. там само. — С. 53 — 65.
- Кульчицький О. Карл Юстав Юнг //Див. там само. — С. 761 — 766.
- Кульчицький О. Світовідчуття українця //Українська душа. — К., 1992. — С. 48 — 65.
- Бойко В. О. Кульчицький: у пошуках української душі //Віче. — 1998. — № 9. — С. 107 — 114.
- Гуцал П. Дослідник душі української //Вільне життя. — 1995. — 18 лют.
- Карась А. Ф. Філософія Олександра Кульчицького // Кульчицький Олександр. Основи філософії і філософічних наук. - Мюнхен-Львів,1995. - С. 9-24.
- Карась Анатолій. Олександр Кульчицький в українській філософській думці // Філософсько-антропологічні читання-95.Випуск 2. Київ, 1996. - С. 4-12.
- Керівник українського психологічного інституту професор Олександр Кульчицький //Леник В. Українці на чужині, або Репортажі з далеких доріг. — Львів, 1994. — С. 289 — 291.
- Коверський А. Є. О Кульчицький про структуру і зміст філософської науки //  Філософсько-антропологічні читання-95. Випуск 2. Київ, 1996. С. 12-14.
- Лой А. М. Онтологічні підвалини філософсько-антропологічної концепції Олександра Кульчицького //  Філософсько-антропологічні читання-95.Випуск 2. - Київ, 1996. - С. 15-19..
- Табачковський В. Г. Творча спадщина О. Кульчицького та Київська Світоглядно-антропологічна школа //  Філософсько-антропологічні читання-95.Випуск 2. - Київ, 1996. - С. 27-33.
- Олександр Кульчицький — (1895 — 1980) український філософ, громадський та культурно-освітній діяч української діаспори. //Огородник І. В., Огородник В. В. Історія філософської думки в Україні: Курс лексій. — К., 1999. — С. 471.
- В. Г. Табачковський. Ще раз про долю творчої спадщини вітчизняних філософів-шістдесятників //Розбудова держави. — 1996. — № 3. — С. 37 — 40.
- Кульчицький Олександр //Енциклопедія українознавства: Словникова частина. — К., 1996. — Т.4 — С. 1235.
- Кульчицький Олександр //«Журавлина» книга: Тернопільська українська західна діаспора: Словник імен.. /Авт.-укл. Б. Мельничук., Х. Мельничук, Н. Совінська. — Тернопіль, 2001. — Ч. 2. — С. 122 — 127.
- Філософсько-антропологічні читання-95.Випуск 2. До 100-річчя Олександра Кульчицького. Ін ститут філософії НАН України. Українська філософська ліга.- Київ, 1996. - 98 с.